# Rosora

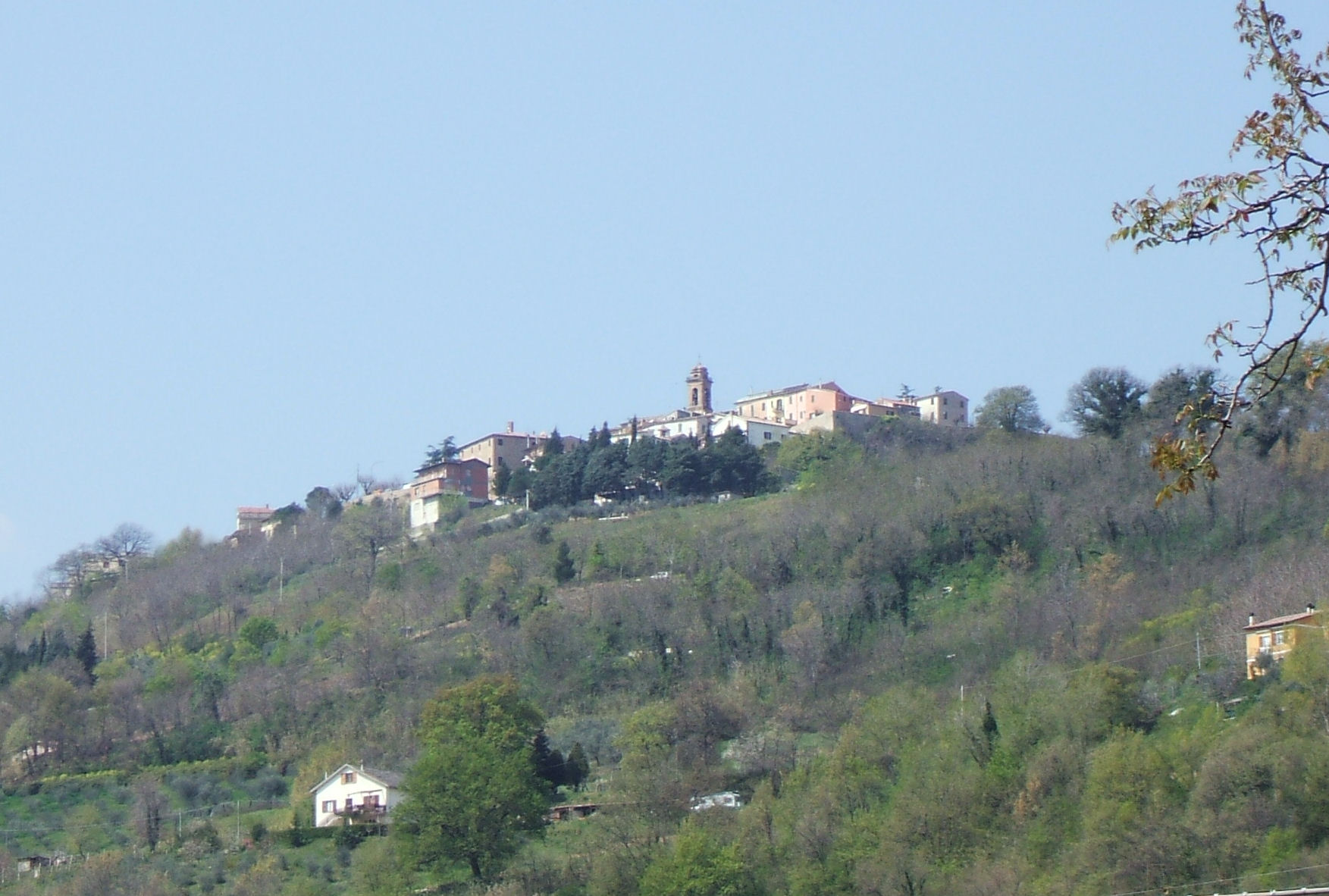
Blick auf Rosora

Rosora ist eine italienische Gemeinde (comune) mit 1813 Einwohnern (Stand 31. Dezember 2023) in der Provinz Ancona in den Marken. Die Gemeinde liegt etwa 38,5 Kilometer westsüdwestlich von Ancona am Esino und gehört zur Comunità montana dell'Esino Frasassi. 

## Geschichte
Auch wenn die Gemeinde schon früh durch die Römer und später durch die Langobarden besiedelt war, kam die heutige Siedlung erst durch die Errichtung einer Burg durch die Stadt Jesi auf.

## Gemeindepartnerschaften
- Rosora unterhält seit 2007 eine Partnerschaft mit der hessischen Gemeinde Antrifttal (Deutschland).

## Verkehr
Durch die Gemeinde führt die Strada Statale 76 della Val d'Esino von Perugia nach Falconara Marittima.